# Hlincová Hora
Hlincová Hora (en allemand : Pfaffendorf) est une commune du district de České Budějovice, dans la région de Bohême-du-Sud, en République tchèque. Sa population s'élevait à 499 habitants en 2023.

## Géographie
Hlincová Hora se trouve à 7 km à l'est du centre de České Budějovice et à 122 km au sud de Prague.
La commune est limitée par Jivno au nord, par Zvíkov à l'est, par České Budějovice au sud, par Dubičné au sud-ouest, et par Rudolfov à l'ouest.

## Histoire
La première mention écrite du village date de 1398.

## Galerie

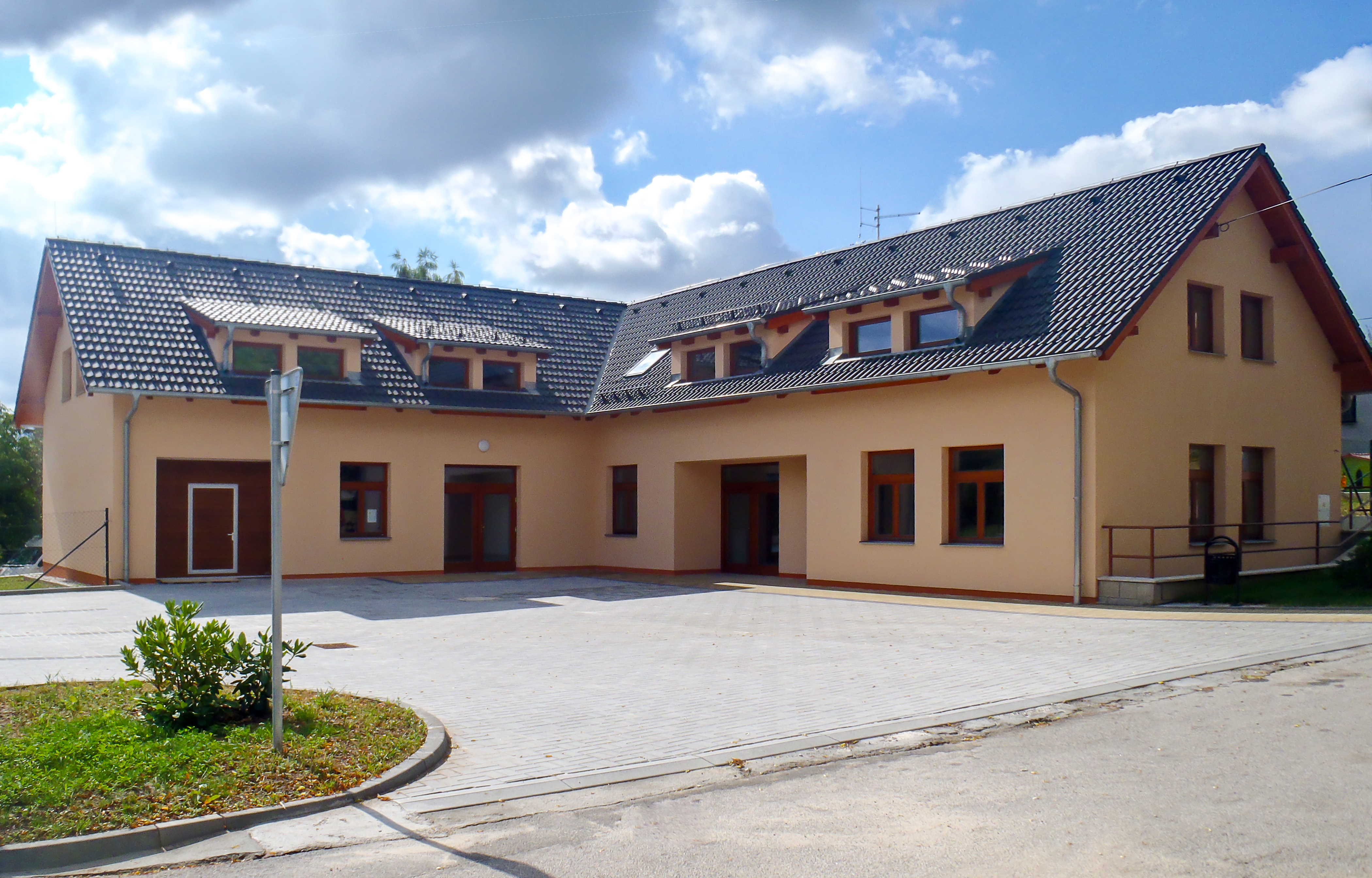
Hlincová Hora : la mairie.
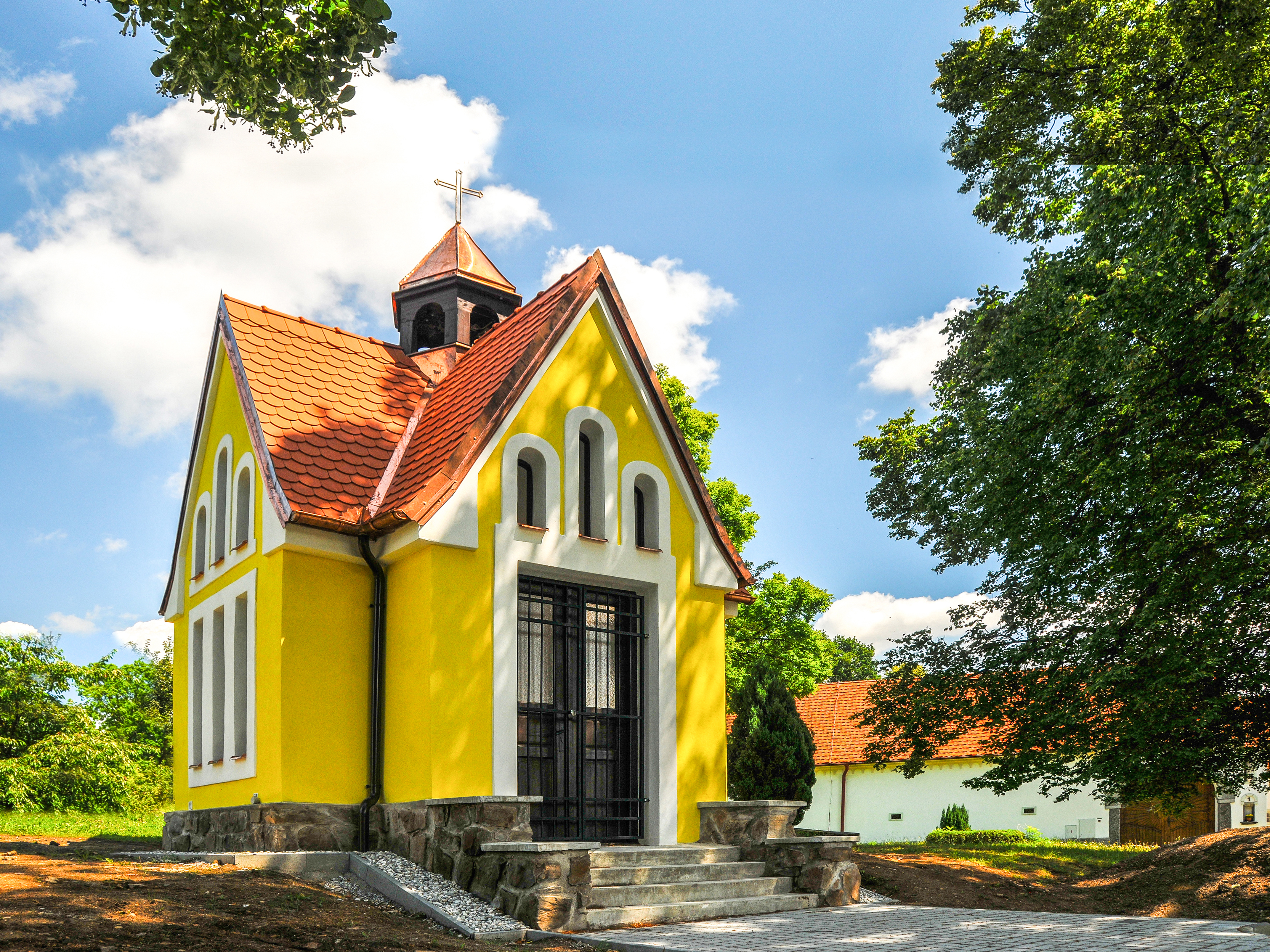
Chapelle Saint-Jean Népomucène.

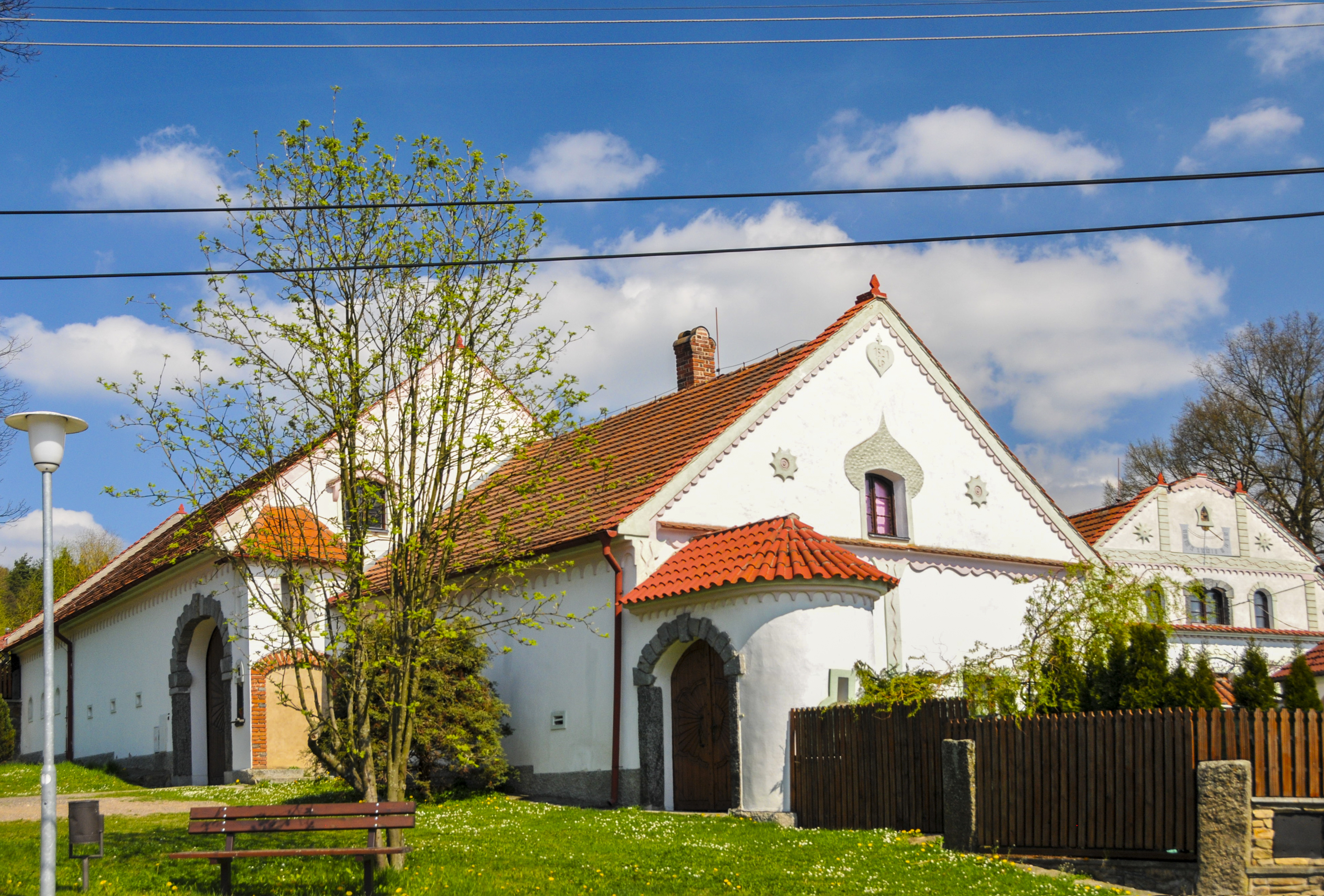
Maisons à Hlincová Hora.
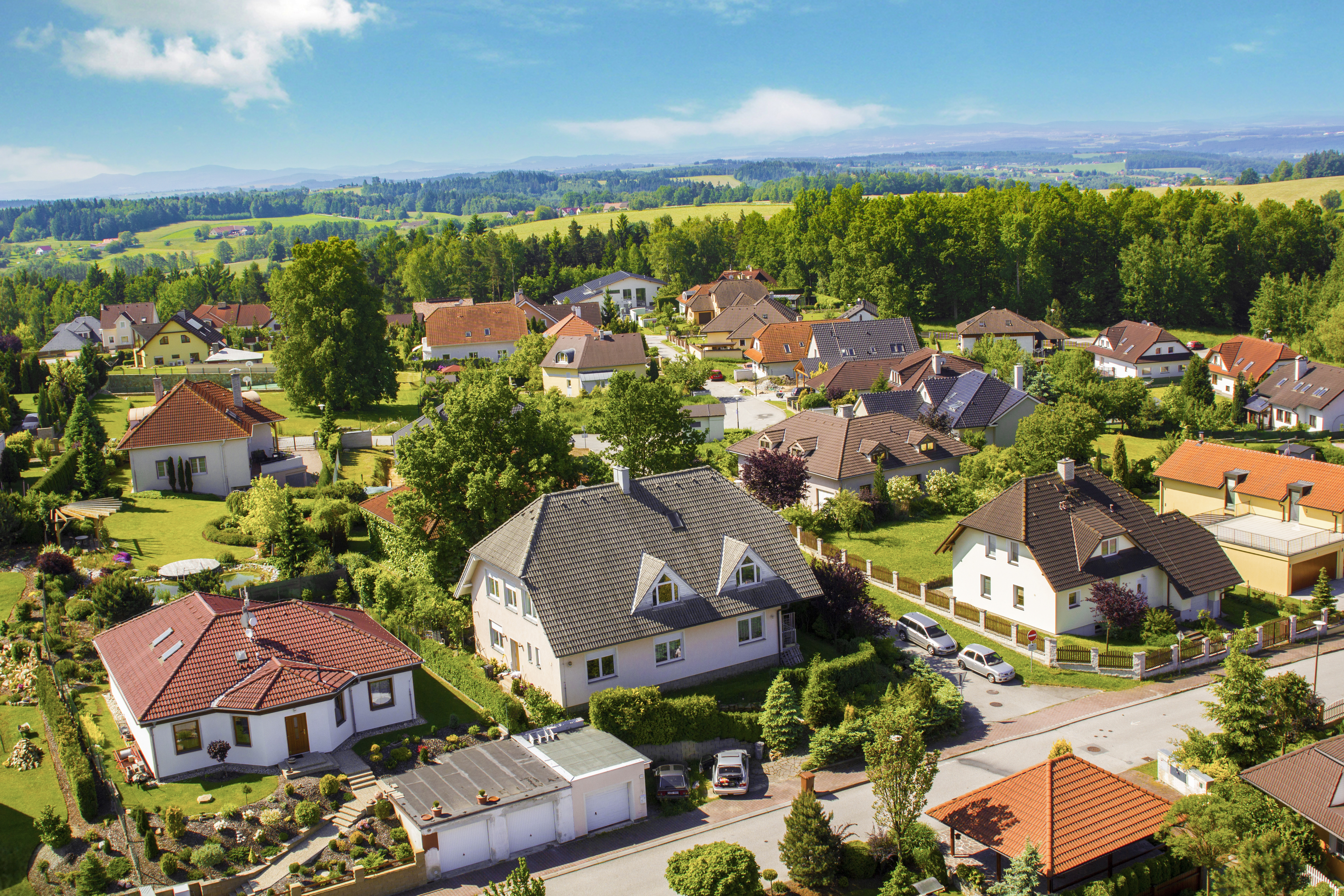
Quartier résidentiel.

## Transports
Par la route, Hlincová Hora se trouve à 7,7 km du centre de České Budějovice et à 160 km de Prague.